# Papit
Papit is een bestuurslaag in het regentschap Merangin van de provincie Jambi, Indonesië. Papit telt 744 inwoners (volkstelling 2010).